# Örskär, Borgå
Örskär är en ö i Finland. Den ligger i Finska viken och i kommunen Borgå i landskapet Nyland, i den södra delen av landet. Ön ligger omkring 37 kilometer öster om Helsingfors. Öns area är 2,1 hektar och dess största längd är 230 meter i sydöst-nordvästlig riktning.